# معين غات

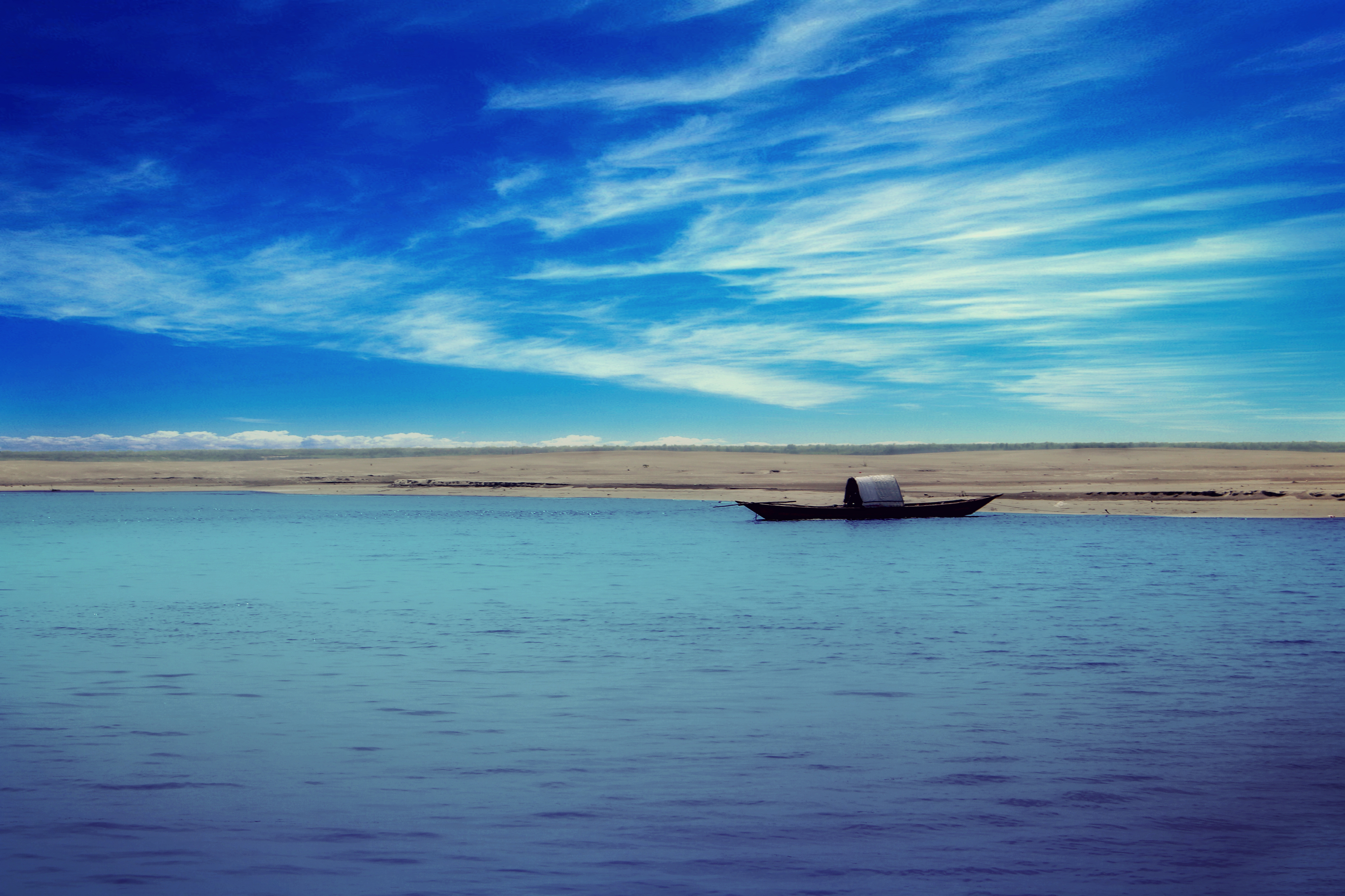

معين غات (بالإنجليزية: Moinot Ghat)‏ (المعروف أيضا باسم البسيطة كوكس بازار ) هو من المعالم السياحية في دوهار أوبزيلا من ناوابجانج قرب دكا، بنغلاديش.   

## الموقع
مينوت غات هو مكان في الدوحة أوبازيلا في منطقة دكا . عبر نهر بهادرسان فريدبور على النهر. 